# APF M1000
El  APF Microcomputer System es una consola de videojuegos de 8 bits basada en cartuchos de segunda generación lanzada en 1978 por APF Electronics Inc con seis cartuchos. .La consola a menudo se refiere a M-1000 o MP-1000, que son los dos números de modelo de la consola. Los controles son joysticks no desmontables que también tienen teclados numéricos. El APF-MP1000 viene incorporado con el juego Rocket Patrol. El APF-MP1000 es una parte de la APF Imagination Machine.

## Especificaciones técnicas
- CPU: Motorola 6800 a 3,579
- RAM: 1 KB
- Chip de gráficos Motorola 6847P con una resolución de 256x192 pixels y 8 colores.
- Carcasa rectangular en plástico negro (mitad superior) y marrón (mitad inferior), con un alojamiento a cada lado para dejar cada uno de los gamepads (unido cada uno por un cable imbuido en la consola). En medio, slot de cartucho y bajo el pulsadores RESET y POWER.
- Teclado sobre la consola botones RESET y POWER. En cada gamepad, 12 botones (10 blancos y 2 azules).
- Soporte cartuchos ROM
- Entrada/Salida:
  - Modulador TV NTSC
  - Slot de cartucho
  - Alimentación: 7.5V AC/0.8 Amperios o 12V DC/0.5 Amperios

## Lista oficial de cartuchos
- MG1008 Backgammon
- MG1006 Baseball
- MG1007 Blackjack
- MG1004 Bowling/Micro Match
- MG1012 Boxing
- MG1005 Brickdown/Shooting Gallery
- MG1009 Casino I: Roulette/Keno/Slots
- MG1001 Catena
- MG1003 Hangman/Tic Tac Toe/Doddle
- MG1011 Pinball/Dungeon Hunt/Blockout
- Built-In Rocket Patrol
- MG1013 Space Destroyers
- MG1010 UFO/Sea Monster/Break It Down/Rebuild/Shoot